# Slovenská ornitologická spoločnosť/BirdLife Slovensko
Slovenská ornitologická spoločnosť/BirdLife Slovensko (SOS/BirdLife Slovakia) je občanské sdružení, které se věnuje ochraně a výzkumu přírody, zejména volně žijícímu ptactvu a jeho biotopům.

## Mezinárodní spolupráce
Zastupuje Slovensko v následujících mezinárodních organizacích: BirdLife International, Euring, Association of Europaen Rarities Comittees.

## Činnost
Zaměřuje se hlavně na ochranu druhů, biotopů a území, ochranářský výzkum včetně kroužkování, environmentální politiku, environmentální výchovu, práci s dětmi a mládeží. Věnuje se vydavatelské činnosti a organizování seminářů i konferencí. Vydává odborný časopis Tichodroma a populárně-naučný časopis Vtáky.

## Historie
Historie:
- do roku 1918: Uhorský ornitologický ústav
- 5. dubna 1926: Československá ornitologická společnost (ČSO)
- 1982: ČSO se změnila na Česká ornitologická společnost (ČOS)
- 1985: vznikla Slovenská ornitologická spoločnosť (SOS)
- 1993: při SOS vznikla a pracovala souběžně Spoločnosť pre ochranu vtáctva na Slovensku (SOVS)
- 2006: došlo ke sloučení SOS a SOVS a vznikla Slovenská ornitologická spoločnosť/BirdLife Slovensko (SOS/BirdLife Slovakia)